# Гьопчели
Гьопчели (на македонска литературна норма: Ѓопчели) е село в община Дойран на Северна Македония.

## География
Селото е разположено в планината Боска, северозападно от Дойран.

## История
През XIX век селото е чисто турско. Според статистиката на Васил Кънчов („Македония. Етнография и статистика“) от 1900 година Гьокчели е населявано от 500 жители, всички турци.
Според преброяването от 2002 година селото има 155 жители.
| Националност     | Всичко |
| северномакедонци | 0      |
| албанци          | 0      |
| турци            | 152    |
| роми             | 0      |
| власи            | 0      |
| сърби            | 0      |
| бошняци          | 1      |
| други            | 2      |